# چمرکوه
چمرکوه، روستایی است از توابع بخش کجور شهرستان نوشهر در استان مازندران ایران.

## جمعیت
این روستا در دهستان توابع کجور قرار دارد و براساس سرشماری مرکز آمار ایران در سال ۱۳۸۵، جمعیت آن ۸۲ نفر (۲۰خانوار) بوده‌است. مردم چمرکوه از قومیت طبری هستند. مردم چمرکوه به زبان طبری و گویش کجوری سخن می‌گویند.